# Monte Salza
Il Monte Salza (in francese Mont de Salsa)  è una montagna delle Alpi Cozie alta 3326 m s.l.m. Si trova in alta Valle Varaita.

## Caratteristiche

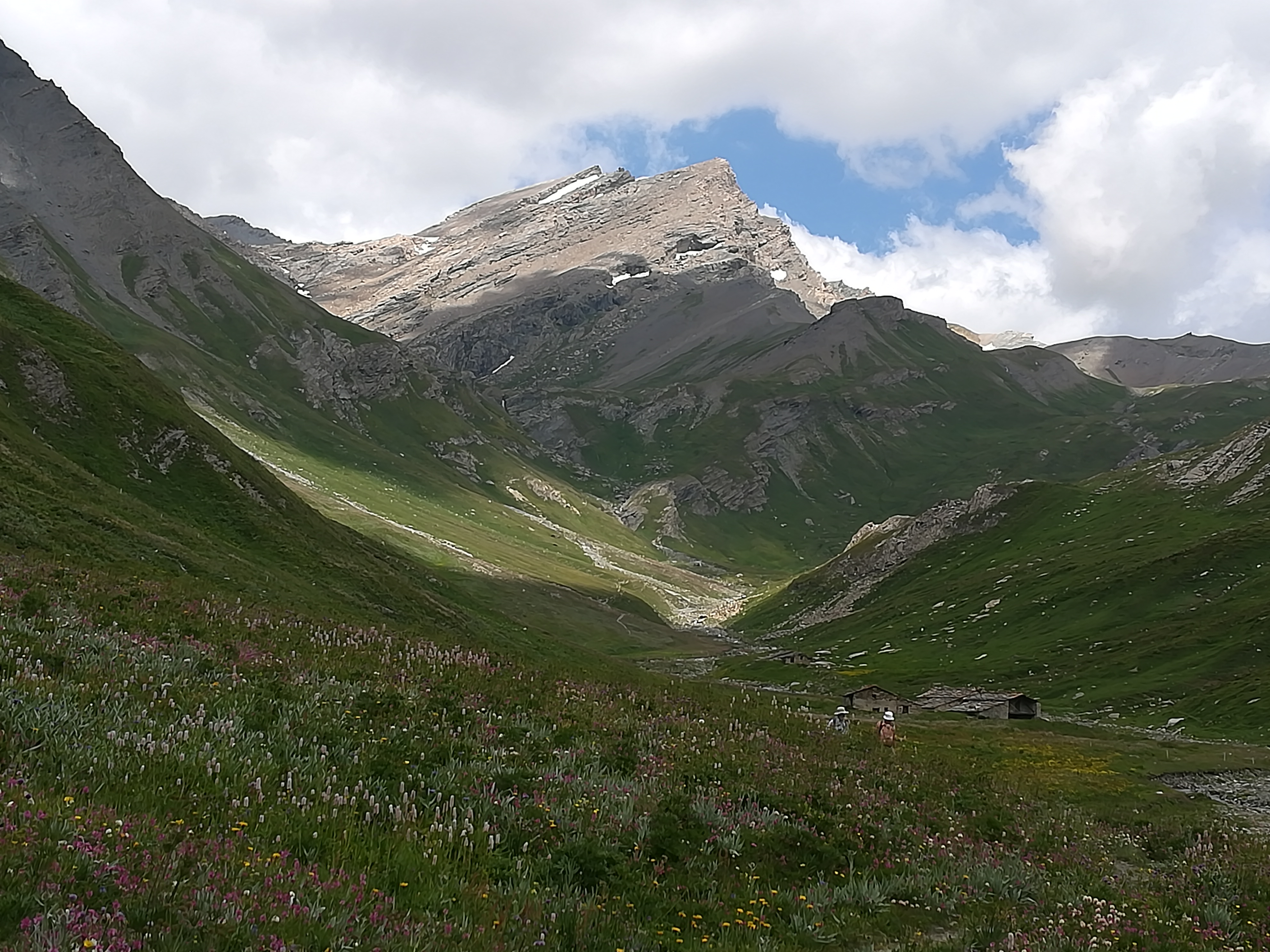
Il monte Salza visto salendo il vallone di Rui.

La montagna si trova tra la valle Varaita di Bellino e la valle dell'Ubaye.
La vetta è impostata sulla cresta spartiacque principale, che dalla cima Mongioia si dirige verso nord-est fino al passo di Salza, da dove piega a sud-est per salire appunto al monte Salza e ridiscendere ancora per un po' nella stessa direzione. La cresta poi si biforca: la cresta principale scende verso est al passo del Lupo, mentre una cresta secondaria scende verso sud in direzione del vallone di Rui.
Il versante sud-occidentale della montagna è costituito da un pendio regolare, con copertura detritica, mentre il versante nord-orientale è scosceso e dirupato, precipitando quasi verticalmente sul sottostante vallon du Loup.
Dal punto di vista geologico, la montagna appartiene al complesso dei calcescisti a pietre verdi (pietre verdi di Gastaldi); la struttura principale è costituita da calcescisti ofiolitiferi, con una fascia di calcari che dalla cresta sommitale scende in direzione sud-ovest. Sul versante orientale, affiorano quarziti conglomeratiche (verrucano alpino) del Permiano.

## Accesso alla vetta
La via normale, di tipo escursionistico, si sviluppa dalla frazione di Sant'Anna di Bellino, da dove si risale il vallone di Rui seguendo il sentiero U26, per poi risalire, con il sentiero U67, fino al passo Mongioia (3085 m). Da qui si volge a destra (nord-est), si supera il lago di Mongioia, e si risale per qualche decina di metri il valloncello che porta al passo di Salza. Si traversa per giungere alla base dello sperone roccioso che, sulla destra, risale fino in cresta; si risale lungo lo sperone tenendosi sulla sua destra (sud-est), fino in cresta, da dove si raggiunge la vetta. La difficoltà del percorso è valutata EE. È possibile evitare la cresta allungando il traverso di base, e risalendo poi il pendio detritico fino alla croce di vetta.
La vetta è anche accessibile da Chianale, risalendo la valle dell'Antolina fino al col Longet, per poi risalire il vallon du Loup; da qui si sale al passo di Salza, da dove si può raggiungere la vetta o direttamente per cresta, oppure abbassandosi fino ad incontrare la via normale.

### Accesso invernale
La vetta è accessibile anche d'inverno, con le ciaspole o con gli sci.

### Sci
Il canalone che scende dal contrafforte est del monte Salza verso il vallone di Rui è percorribile con gli sci: si tratta di un percorso di sci ripido con difficoltà di 4.2 - E3..

### MTB
La vetta del Monte Salza è un itinerario cicloalpinistico di grande prestigio